# Ralph Giordano
Pour les articles homonymes, voir Giordano.
Œuvres principales
- Die Bertinis (1982)

Ralph Giordano (né le 20 mars 1923 à Hambourg, décédé le 10 décembre 2014 à Cologne) était un journaliste, écrivain et réalisateur allemand rendu célèbre par la publication en 1982 du roman semi-autobiographique, Les Bertinis. Dans ses œuvres, il a analysé en particulier l'Holocauste et ses conséquences.

## Biographie
Ralph Giordano, né dans le quartier de Hambourg-Barmbek est le fils d'une professeur de piano juive et d'un pianiste. Son grand-père paternel, chef d'orchestre, était venu jeune homme, de Sicile en Allemagne. En 1940 avant même l'obtention de son baccalauréat, en raison des lois de Nuremberg, il doit quitter l'école d'érudition Saint-Jean, un célèbre établissement scolaire, laissant notamment son camarade de classe Walter Jens qui deviendra écrivain. Ensemble avec sa famille, il est exposé à de nombreuses discriminations et persécutions. Trois fois, la Gestapo interroge le jeune Giordano, le maltraite et le détient enfermé. Giordano lui-même, ses deux frères et ses parents ont pu survivre en se cachant pendant plusieurs mois dans une cave dans le quartier de Hamburg-Alsterdorf jusqu'à la Libération par les Britanniques le 4 mai 1945.
Dans son autobiographie, il écrit : « La libération de la peur de la mort violente à tout moment possible, parce que j'avais une mère juive, a été, est et restera l'expérience clé de ma vie. »
Après la Seconde Guerre mondiale, Giordano commence ses activités journalistiques dans le journal Allgemeinen Jüdischen Wochenzeitung. Il est formé en tant que journaliste à l'Institut de littérature allemande à Leipzig. De 1946 à 1957, il est membre du Parti communiste qui devient illégal en 1956. Sous le pseudonyme de Janvier Rolfs il fait publier en RDA en 1953 chez l'éditeur Neues Leben son journal intitulé Westdeutsches Tagebuch, qui rapporte les actions du Parti communiste d'Allemagne (KPD) à Hambourg et qui est imprégné d'admiration pour Joseph Staline. En 1955, Giordano part vivre en Allemagne de l'Est, où il reste pendant neuf mois pour revenir désillusionné à Hambourg. En 1958, il observe pour le Conseil central des juifs d'Allemagne les premiers procès nazis. En guise de règlement de comptes avec le stalinisme, il publie en 1961 son livre Le Parti a toujours raison (Die Partei hat immer recht), dans lequel il avoue la paternité de son Westdeutsches Tagebuch afin de prévenir les révélations de ses anciens camarades. De 1961 à 1988, il travaille comme journaliste de télévision et produit depuis lors, plus de 100 documentaires pour différentes chaînes de télévision (principalement NDR et WDR). Il a souvent traité des sujets historiques tels que le colonialisme allemand ou le génocide des Arméniens.
En 1982, Giordano publie Die Bertinis, un ouvrage en partie autobiographique sur lequel il avait travaillé pendant près de 40 ans. En 1988, l'histoire d'une famille juive à l'époque du national-socialisme est filmée par Egon Monk pour la ZDF.
Il est inhumé au cimetière du Sud de Cologne.

## Prix et récompenses
- 2006 : prix littéraire Rheinische Siegburg